# Echenais tinea
Echenais tinea är en fjärilsart som beskrevs av Bates 1868. Echenais tinea ingår i släktet Echenais och familjen Riodinidae. Inga underarter finns listade i Catalogue of Life.